# شرق (بیلقان)
شرق (به لاتین: Şərq) یک منطقه مسکونی در جمهوری آذربایجان است که در شهرستان بیلقان واقع شده‌است. شرق ۱۹۰۹ نفر جمعیت دارد.